# Some Things
Some Things è il primo album in studio del gruppo musicale belga Lasgo, pubblicato il 19 settembre 2001.

## Tracce
Testi e musiche di Peter Luts e David Vervoort, eccetto dove indicato.
1. Intro – 1:50
2. Something – 3:42
3. Heaven – 3:49
4. Blue – 4:06
5. Don't Belong 2 U – 4:52
6. Follow You – 3:36
7. Cloud Surfers – 6:12 (Peter Luts, Gert Corvers)
8. Alone – 4:02
9. Cry – 3:54
10. Pray – 3:28
11. Feelings – 3:34
12. Something (Peter Luts Remix) – 7:43
13. Alone (Ian Van Dahl Remix) – 8:01

## Classifiche
| Classifica (2001-03) | Posizione massima |
| -------------------- | ----------------- |
| Belgio (Fiandre)     | 11                |
| Finlandia            | 13                |
| Germania             | 82                |
| Regno Unito          | 30                |